# Quercus semecarpifolia
Quercus semecarpifolia és una espècie de roure perennifoli que pertany a la família de les fagàcies i està classificat dins de la secció Cerris.

## Descripció
Q. semecarpifolia assoleix fins als 20-30 m d'alçada, amb menor freqüència tronc d'1,5 m de diàmetre, amb una capçada de volta, branques esteses. Les fulles fan 2-5 x 1,5-3 cm (pot arribar a 10 x 6 cm), semiperennes, ovals, àpex obtús o lleugerament apuntat, base cordades, marge sencer (sobretot en les branquetes més antigues) o amb 1-8 dents afilades, ondulades, de color verd fosc per sobre, pelut, daurat per sota, però les fulles més velles solen ser gairebé glabres; 7-12 parells de venes; mirib sinuós prop de l'àpex; robust pecíol, 3-7 mm de llarg, marró tomentós.
Les flors són monoiques (flors individuals masculines o femenines, però tots dos sexes es troben a la mateixa planta) i són pol·linitzades pel vent. Els aments masculins de 5-12 cm, de color groc daurat; inflorescències amb pistils de 2-7 cm, amb flors 1-3, que surten entre maig i juny. Les glans fan 1,8-2,5 cm de diàmetre, globoses, glabres, negres quan maduren, individualment o en parells; àpex agut, cúpula plana, d'1 mm de gruix, només a la base de la femenina, escates triangulars, gris marró, amb maduració a 2 anys.
L'escorça és de color gris fosc, fissurada en petites plaques quadrades; branques, brots, estípules pubescents, convertint sense pèl a la tardor, branques glabrescents amb lenticel·les rodones, pàl·lides, arribant a ser de color verd fosc i marró aspre; papil·les còniques 3-6 mm de llarg.

## Distribució i hàbitat
El seu hàbitat natural és a zona muntanyosa de l'Himàlaia a una altitud de 2500-4000 metres, l'Índia, Nepal, Afganistan, al nord del Tibet i Myanmar. Creix en tota mena de sòls, en els boscos de muntanya.

## Registre fòssil
Han estat descrits fòssils de Quercus semecarpifolia de la flora fòssil del districte de Kızılcahamam a Turquia, que és de l'era del Pliocè inicial.

## Taxonomia
Quercus semecarpifolia va ser descrita per James Edward Smith i publicat a The Cyclopaedia; or, universial dictionary of arts, . . . 29: Quercus no. 20, 1814. 1819.
Etimologia
Quercus: nom genèric del llatí que designava igualment al roure i a l'alzina.
semecarpifolia: epítet compost, per una part, "semecarpus" que deriva del grec antic σημεῖον (sēmeîon, "una marca") i καρπὸν (karpon, "una fruita") i "folia" que deriva del llatí i significa "fulla"; per tant, "amb fulles com a marques de fruita".
Varietats
- Q.pannosa mano.-Mazz. 1929
- = Q.ilex var. rufescens Franchet 1899 pàg
- = Q.semecarpifolia var. rufescens (Franch.) Schottky 1912
- = Q. aquifolioides var. rufescens (Franch.) WWSm. 1924

Sinonímia
- Quercus cassura Buch.-Ham. ex-D.Don
- Quercus obtusifolia D.Don[4][5]